# Ken Mulhearn
Kenneth John „Ken“ Mulhearn (* 16. Oktober 1945 in Liverpool; † 13. März 2018) war ein  englischer Fußballtorhüter. Während seiner knapp zwei Jahrzehnte andauernden Laufbahn war er Stammtorwart bei den unterklassigen Profivereinen Stockport County, Shrewsbury Town und Crewe Alexandra. Dazwischen gewann er als kurzzeitige „erste Wahl“ bei Manchester City 1968 die englische Meisterschaft.

## Sportlicher Werdegang
Mulhearn begann seine Fußballerlaufbahn im heimischen Liverpool beim FC Everton. Dort blieb ihm jedoch der Sprung in die erste Mannschaft versagt und so zog es ihn zum Viertligisten Stockport County. In Stockport war er fortan die „Nummer 1“ zwischen den Pfosten und mitverantwortlich dafür, dass dem Klub 1967 der Aufstieg in die dritthöchste Spielklasse gelang. Kurz nach Beginn der anschließenden Saison 1967/68 wechselte er in die englische Eliteklasse zu Manchester City im Rahmen eines Tauschgeschäfts mit Alan Ogley, der in die entgegengesetzte Richtung transferiert wurde. Für Stockport hatte Mulhearn zuvor genau 100 Ligaspiele bestritten.
Bereits am 30. September 1967 debütierte er nach einer Verletzung von Stammkeeper Harry Dowd im Manchester Derby gegen ManUnited (1:2). Anschließend behielt er seinen Platz und die Spielzeit endete mit dem Gewinn der englischen Meisterschaft – Mulhearn hatte 33 Mal in der Startformation gestanden. So schnell er sich ins Rampenlicht gespielt hatte, so rasch war auch sein Rückzug von dort. Das Rückspiel im Europapokal der Landesmeister gegen Fenerbahçe Istanbul markierte dabei den Wendepunkt, als er beim 1:2 in der Türkei eine gegnerische Hereingabe nicht kontrollieren konnte, damit Fenerbahçe den entscheidenden Treffer ermöglichte und von seinem Kotrainer Malcolm Allison für das Ausscheiden verantwortlich gemacht wurde. Anschließend kam Mulhearn in der gesamten Saison nicht mehr zum Zuge und rutschte in der Hackordnung hinter Dowd und Joe Corrigan ab. Während der Spielzeit 1969/70 feierte er noch einmal ein kurzes Comeback, aber Corrigan war mittlerweile zu einer Dauerlösung auf der Torhüterposition geworden. Sein letzter Einsatz für die „Citizens“ fand am 18. Februar 1970 gegen den FC Arsenal (1:1) statt.
Im März 1971 wechselte Mulhearn zum Drittligisten Shrewsbury Town und verbrachte dort seine nächsten neun Jahre. Größter Erfolg war für ihn in dieser Zeit 1979 der Aufstieg in die zweite Liga als Drittligameister. Fünf Jahre zuvor war er mit dem Klub noch in die Viertklassigkeit gegangen, dem im Jahr darauf der direkte Wiederaufstieg folgte. Seine letzte Station war dann in der vierten Liga Crewe Alexandra, bevor er nach dem Karriereende nach Shrewsbury zurückkehrte und dort eine Gaststätte bewirtschaftete.
Mulhearn starb am 13. März 2018 im Alter von 72 Jahren.

## Titel/Auszeichnungen
- Englische Meisterschaft (1): 1968
- Englischer Pokal (1): 1969 (ohne Einsatz)
- Charity Shield (1): 1968